# جيمس كولمان
جيمس كولمان (بالإنجليزية: James P. Coleman) (و. 1914 – 1991 م) هو محام، وقاض، وسياسي من الولايات المتحدة الأمريكية ولد في أكرمان.
وهو عضو في الحزب الديمقراطي الأمريكي .

## التعليم
تعلم في جامعة جورج واشنطن.